# NGC 1631
NGC 1631 este o galaxie lenticulară situată în constelația Eridanul. A fost descoperită în 11 decembrie 1835 de către John Herschel. Se află la o distanță de 95,06 de megaparseci de Pământ.